# Павлиш Володимир Андрійович
Павлиш Володимир Андрійович (нар. 24 червня 1951; смт. Магерів) — перший проректор Національного університету «Львівська політехніка», кандидат технічних наук, професор, завідувач кафедри електронних засобів інформаційно-комп'ютерних технологій.

## Біографія
Павлиш Володимир Андрійович народився 24 червня 1951 року у селищі міського типу Магерів Жовківського району, Львівської області.
Після закінчення радіотехнічного факультету Львівського політехнічного інституту в 1973 р. був залишений на роботу в науково-дослідній лабораторії, де працював спочатку на посаді інженера, а потім молодшого наукового співробітника (1973—1978 рр.).
У 1978 р. був направлений у цільову аспірантуру Ленінградського електротехнічного інституту ім. В.Ульянова (Леніна), де під керівництвом відомого вченого Деньдобренька Б. М. у 1982 р. успішно захистив кандидатську дисертацію «Моделювання та управління технологічним процесом іонно-плазмового напилення».
Після завершення навчання в аспірантурі, протягом 1982—1989 р.р. працював молодшим науковим співробітником, старшим викладачем, доцентом кафедри конструювання та технології виробництва радіоапаратури.
Упродовж 1989—2007 р.р. обіймав посаду проректора з навчальної, науково-педагогічної роботи, а з 2007 р. — першого проректора.

## Наукова робота
Активний учасник науково-методичних конференцій із багатоступеневої системи освіти, багатьох робочих груп із розробки нормативних документів щодо діяльності вищих навчальних закладів. За участю Павлиша В. А. розроблені: «Положення про державний вищий заклад освіти», «Положення про організацію навчального процесу у вищих навчальних закладах», Постанова Кабінету Міністрів України «Про ліцензування, атестацію та акредитацію закладів освіти». Член робочої групи Міністерства освіти і науки України з підготовки матеріалів із впровадження положень Болонського процесу у вищу освіту України.
Член експертної ради з енергетики та електроніки Державної акредитаційної комісії Міністерства освіти і науки України, член Науково-методичної комісії Міністерства освіти і науки України з радіоелектронних апаратів.
Володимир Андрійович є автором ряду нормативних положень, які регламентують діяльність Львівської політехніки. Під його безпосереднім керівництвом розроблені і впроваджені у навчальний процес: «Положення про систему оцінювання знань та визначення рейтингу студентів», "Положення про прийом на навчання за освітньо-кваліфікаційним рівнем «спеціаліст», «магістр», «Положення про надання платних освітніх послуг з вивчення студентами модулів (навчальних дисциплін) понад обсяги, встановлені навчальними планами і програмами», «Положення про організацію проведення практики студентів» та інші.
Автор 125 наукових та навчально-методичних праць, в тому числі 14 навчально-методичних розробок та чотирьох навчальних посібників з грифом Міністерства освіти і науки України, 6 патентів на винаходи, авторських свідоцтв.
Бере активну участь у всеукраїнських та міжнародних наукових конференціях. Головною науковою проблемою, якою займається професор Павлиш В. А., є розробка математичних моделей та дослідження прикладних задач створення нових засобів для інфокомунікаційних технологій на базі модульованих нанорозмірних структур. Під керівництвом професора Павлиша В. А. захищено 4 кандидатські дисертації.

## Нагороди та відзнаки
- 1994 р. — Знак Міністерства освіти України «Відмінник освіти України»
- 2004 р. — Грамота Верховної Ради України
- 2006 р. — Відзнака Міністерства оборони України — медаль «15 років Збройним Силам України»
- 2007 р. — Знак Міністерства освіти України «За наукові досягнення»
- 2007 р. — Відзнака Міністерства оборони України «Знак пошани»
- 2008 р. — Почесне звання «Заслужений діяч науки і техніки України»
- Почесні грамоти Міністерства освіти і науки України та Львівської обласної держадміністрації (2002, 2005, 2007 рр.).

## Контакти
Редагував: Микола Зелінський